# Fuentemizarra
Fuentemizarra es una localidad española del municipio de Campo de San Pedro, perteneciente a la provincia de Segovia, en la comunidad autónoma de Castilla y León.

## Geografía
Situada al norte de Segovia, en la Serrezuela de Pradales, es una de las pedanías del municipio de Campo de San Pedro, agregada el 12 de septiembre de 1970, siendo hasta entonces municipio independiente.

## Historia
A mediados del siglo XIII se denominaba 'Fuente Miçarra', en clara referencia al que seguramente fuera su repoblador.[cita requerida] Otro posible origen del nombre, según Isaac Moreno Gallo: millas, mijaras y mizaras pueden relacionarse con los miliarios, los mojones que señalizaban las calzadas romanas.
Estaba integrada en la Comunidad de Villa y Tierra de Maderuelo. Pascual Madoz describía así Fuentemizarra en su Diccionario geográfico-estadístico-histórico de España y sus posesiones de ultramar de 1847:

FUENTE MIZARRA : localidad con ayuntamiento en la provincia y diócesis de Segovía (14 leguas), partido judicial de Riaza ( 3 ), audiencia territorial y capitanía general de Madrid (37); situado en terreno llano, le combaten con mas frecuencia los vientos E. y N E . , y su clima frió es propenso á intermitentes y pulmonías. Tiene 39 casas de un solo piso; la de ayunt.; 5 palomares; pozos en la mayor parte de las casas; escuela de instrucción primaria común á ambos sexos, á la que concurren 20 niños y 12 niñas que se hallan á cargo de un maestro dotado con 11 fanegas de trigo; y una iglesia parroquial (Ntra. Sra. del Egído), servida por un párroco, cuyo curato es de entrada y de provisión real y ordinaria; en las afueras del pueblo se encuentran varios encerraderos de ganados; una fuente de buenas aguas, y una ermita (San Roque) medio arruinada. El térm. se estiende 1/2 leg. de N. á S . , y 3/4 de E. á O. y confina N. Valdevarnés; E. Alconadilla; S. Ríaguas y el Campo, y O. Moral: comprende 5,000 obradas de 300 estadales, de los cuales se cultivan 1,000 de primera calidad , 2,000 de segunda, é igual número de tercera; hay dos prados boyales ó dehesas que componen unas 100 obradas. El terreno es bástante pedregoso. Caminos: los que dirijen á los pueblos limítrofes. El correo se recibe de Aranda de Duero los miércoles y sábados por encargo particular que hacen los interesados á los que van al mercado. Prod.: trigo, cebada, centeno, avena, yeros, lentejas y muelas, su mayor cosecha, trigo; mantiene ganado lanar y vacuno; cria caza de liebres y conejos. INDUSTRIA: la agrícola. COMERCIO: esportacion de los frutos sobrantes para los mercados de Aillon , Riaza y Aranda. POBLACIÓN.: 35 1/2 vecinos, 138 almas. Capital imponible: 25,201 reales. CONTRIBUCIÓN:según el cálculo general y oficial de la prov. 20'72 por 100. El presupuesto municipal asciende á 800 reales. que se cubren la mayor parte por reparto vecinal.

## Demografía
| Gráfica de evolución demográfica de Fuentemizarra entre 1842 y 1960 |
| |
| Población de derecho según los censos de población del INE Población de hecho según los censos de población del INEEntre el censo de 1970 y el anterior, este municipio desaparece porque se integra en el municipio 40039 (Campo de San Pedro) |

| 138                          | 62 | 57 | 57 | 62 | 59 | 47 | 36 | 33 | 24 | 19 | 14 | 19 | 22 |
| (Fuente: Madoz, Pascual/INE) |    |    |    |    |    |    |    |    |    |    |    |    |    |

## Patrimonio
- Iglesia románica de Nuestra Señora del Ejido, con bella galería porticada.

## Fiestas
Sus fiestas patronales se celebran el segundo sábado de julio y el primer fin de semana de septiembre. Su organización la realiza la asociación cultural "La corneja", encargada de mantener viva la tradición local. [cita requerida]

## Personas notables
- Tomás Pascual Sanz,[nota 1] fundador del Grupo Pascual, vinculado a la provincia de Burgos y especialmente a Aranda de Duero.[5]